# La crisis del Golfo
La crisis del Golfo es una historieta de 1991 del dibujante de cómics español Francisco Ibáñez perteneciente a la serie Mortadelo y Filemón. 

## Trayectoria editorial
La historieta de dibujó en 1990 y fue la última en serializarse en la revista Mortadelo en verano de 1991, antes de su desaparición. Publicado más tarde en álbum en el n.º 49 de la Colección Olé.

## Sinopsis
La T.I.A. debe prepararse para la crisis del Golfo. Del Golfo Percébico, con su pueblecito costero que es Punta Cuca. El alcalde de Rabadilla del Trasero, el pueblo del interior, reclama unos territorios cerca del mar que presuntamente pertenecieron al municipio hace muchos años. Por esto Rabadilla invade Punta Cuca y toma como rehenes al alcalde de Punta Cuca y sus concejales. El ejército no puede intervenir sin espantar a los turistas, así que todo corre a cargo de la T.I.A., concretamente de Mortadelo y Filemón. A lo largo de la historieta realizarán mil y una acciones, desde el bloqueo económico hasta la ofensiva directa.

## Comentarios
Es obvio que Ibáñez parodió aquí la primera Guerra del Golfo. Rabadilla del Trasero invade a Punta Cuca igual que Irak invadió Kuwait. Ahora bien, los invasores no aparecen más que al final del cómic. Ibáñez no pretendió tomar partido en el conflicto, aunque para él el respeto a la soberanía de un país es lógico. Es más satírico con la actitud de los otros países, que se resume en el Conejo de Seguridad: un conejo que elige una zanahoria con una decisión a tomar ("guerra", "bloqueo económico", "dejarlo correr"...).
Seriada en capítulos de ocho páginas, los dos últimos de seis, el gag recurrente al inicio de cada uno gira en torno a Ofelia. Ésta tiene un malentendido con Mortadelo que la enfurece, pensado que ella lo atrae, y Filemón no hace más que cabrearla más, de modo que luego se ensaña con el Súper. Usado en otros álbumes, lo cierto es que es muy divertido y agradecido por los lectores.